# Le Boulanger de l'empereur
 (décembre 2021).
Si vous disposez d'ouvrages ou d'articles de référence ou si vous connaissez des sites web de qualité traitant du thème abordé ici, merci de compléter l'article en donnant les références utiles à sa vérifiabilité et en les liant à la section « Notes et références ».
 (décembre 2021).
La mise en forme du texte ne suit pas les recommandations de Wikipédia : il faut le « wikifier ».
Les points d'amélioration suivants sont les cas les plus fréquents :
- Les titres sont pré-formatés par le logiciel. Ils ne sont ni en capitales, ni en gras.
- Le texte ne doit pas être écrit en capitales (les noms de famille non plus), ni en gras, ni en italique, ni en « petit »…
- Le gras n'est utilisé que pour surligner le titre de l'article dans l'introduction, une seule fois.
- L'italique est rarement utilisé : mots en langue étrangère, titres d'œuvres, noms de bateaux, etc.
- Les citations ne sont pas en italique mais en corps de texte normal. Elles sont entourées par des guillemets français : « et ».
- Les listes à puces sont à éviter, des paragraphes rédigés étant largement préférés. Les tableaux sont à réserver à la présentation de données structurées (résultats, etc.).
- Les appels de note de bas de page (petits chiffres en exposant, introduits par l'outil «  Source ») sont à placer entre la fin de phrase et le point final[comme ça].
- Les liens internes (vers d'autres articles de Wikipédia) sont à choisir avec parcimonie. Créez des liens vers des articles approfondissant le sujet. Les termes génériques sans rapport avec le sujet sont à éviter, ainsi que les répétitions de liens vers un même terme.
- Les liens externes sont à placer uniquement dans une section « Liens externes », à la fin de l'article. Ces liens sont à choisir avec parcimonie suivant les règles définies. Si un lien sert de source à l'article, son insertion dans le texte est à faire par les notes de bas de page.
- La présentation des références doit suivre les conventions bibliographiques. Il est recommandé d'utiliser les modèles {{Ouvrage}}, {{Chapitre}}, {{Article}}, {{Lien web}} et/ou {{Bibliographie}}. Le mode d'édition visuel peut mettre en forme automatiquement les références.
- Insérer une infobox (cadre d'informations à droite) n'est pas obligatoire pour parachever la mise en page.

Pour une aide détaillée, merci de consulter Aide:Wikification.
Si vous pensez que ces points ont été résolus, vous pouvez retirer ce bandeau et améliorer la mise en forme d'un autre article.

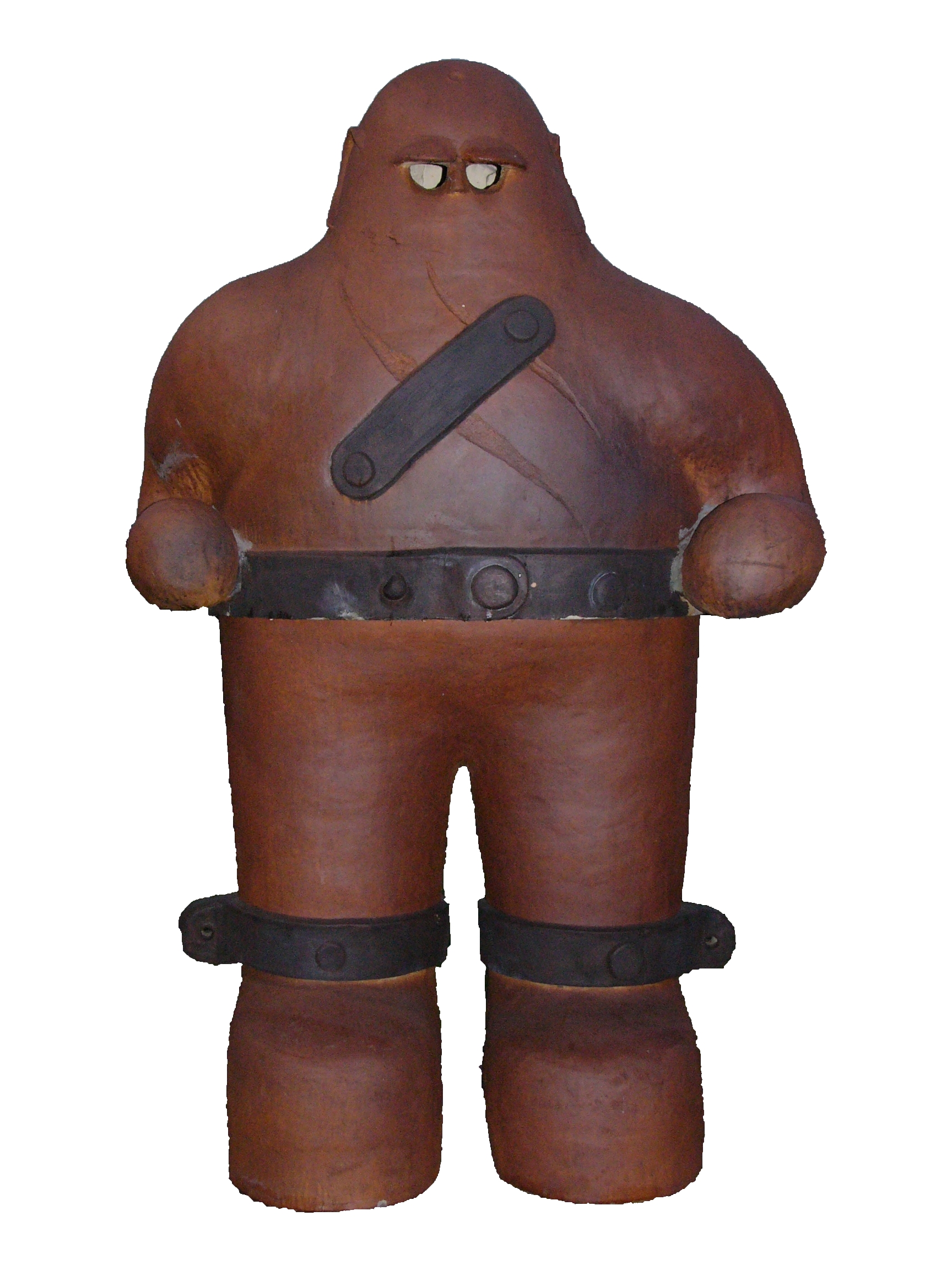
Le Golem du film

Le Boulanger de l'empereur (Císařův pekař a pekařův císař) est un film tchécoslovaque réalisé en 1951. Il a été tourné en couleur, rareté pour les films tchécoslovaques de l'époque. Sa sortie internationale en a fait l’un des films les plus connus de Jan Werich, qui joue le double rôle de l’empereur Rodolphe et du boulanger Matěj.

## Synopsis
Rodolphe II est un empereur vieillissant et très excentrique, dont l'unique obsession est de trouver le Golem. Il refuse d’entendre ses conseillers de Cour et tombe peu à peu dans des crises autodestructrices. Plus tard, il accueille avec enthousiasme le savant Edward Kelley au château de Prague, qui lui montre son laboratoire d’alchimiste. Pensant que tous les alchimistes sont soit des charlatans, soit des imbéciles, l'empereur souhaite que son hôte lui fasse un élixir de jeunesse, ce qui le pousse à accomplir un rituel magique la nuit venue. En effectuant le rituel, ils tombent accidentellement sur le Golem, mais ce dernier ne peut être réveillé sans un petit parchemin appelée shem. Selon les explications données, le Golem réveillé obéira exclusivement à la personne qui lui aura mis le shem dans la tête.
Pendant ce temps, le boulanger Matěj est confronté à une foule en colère qui exige des petits pains sans pouvoir les acheter, car ces derniers sont réservés à la maison de l’empereur. Lorsque le chef corrompu de la boulangerie quitte le bâtiment, Matěj distribue les petits pains aux pauvres, ce qui le conduit plus tard à être mis au cachot. Au même moment, Kelley révèle avec beaucoup de solennité son homoncule baptisé Sirael, à qui l’Empereur souhaite tout enseigner y compris l’amour. Cependant, Rodolphe ignore qu'en réalité Sirael est une simple fille de la campagne, Kateřina, agissant sous la contrainte hypnotique de Kelley. Par un concours de circonstances, Matěj et Kateřina conversent ensemble par des évents, conduits d'aération situés entre la chambre de Kelley et les donjons. Ils finissent par tomber amoureux sans s'être vus.
Dans son laboratoire, le faux alchimiste concocte un élixir de jeunesse qui est en fait un mélange de boissons alcoolisées fortes et de morphium, alors que Matěj s’échappe des donjons. De son côté, l'empereur boit la décoction et s’endort aussitôt, avant que le boulanger ne se retrouve dans sa chambre. Les serviteurs trouvent le fugitif, qui ressemble remarquablement à l’empereur dans sa jeunesse. Croyant que l'élixir a fonctionné, ils le prennent pour le véritable empereur et l’habillent en conséquence. Après s’être réveillé, Rodolphe voit Matěj et le prend pour son jeune moi dans le miroir. Exaltés par sa prétendue vigueur nouvelle, Rodolphe et son vieux serviteur loyal montent seuls dans une voiture pour un parcours à la campagne afin de revivre les péchés de leur jeunesse. La maîtresse attitrée de l’empereur, la comtesse Strada, croit également que le rajeunissement a fonctionné et boit les restes du philtre. Elle embarrasse Matěj par ses avances, puis s’endort. Le faux empereur est horrifié et confus et la met sur un lit de deux étages mais décide de jouer son rôle afin de pouvoir trouver Kateřina. Il congédie l’astrologue impérial et minimise les dépenses extravagantes de la Cour en écoutant les avis avisés de ses conseillers.
Tout en recherchant Kateřina, il tente également de gouverner équitablement son royaume et trouve que Kelley est dangereux pour sa position, car ce dernier sait que son élixir n’a pas pu fonctionner et donc que Matěj n’est pas le véritable empereur. Pendant ce temps, la nouvelle façon d'agir du faux Rodolphe est perçue par certains courtisans comme de la faiblesse voire de la sénilité. Ils décident donc de le renverser avec l'aide de Kelley, afin d'obtenir le pouvoir pour eux-mêmes. Ils veulent utiliser le Golem mais doivent trouver le shem afin de l'utiliser. C'est finalement Matěj lui-même qui le découvre. Kelley fait alors pression sur Kateřina pour qu’elle tue l’empereur mais Matěj révèle à tous qu’il n’est pas Rodolphe. On tente alors de le capturer, lui et Kateřina.
Une bagarre générale éclate entre tous les membres de la Cour et lorsque l’astrologue déchu obtient le shem de Matěj, il réveille le Golem. Après quelques meurtres, le Golem finit par ne plus obéir à personne, car l'astrologue meurt dans la bagarre, dans laquelle Matěj est quant à lui capturé. Alors que le palais est en train d'être détruit par le géant de pierre, le véritable empereur revient pour constater les dégâts. Finalement, avec l’aide des habitants de la ville, Matěj réussit à arrêter le Golem et à enlever le shem. Rodolphe est par la suite remis sur le trône après que Matěj l'a convaincu de donner le Golem au peuple plutôt que de l’utiliser pour ses propres fins.
Finalement, le Golem est installé dans la boulangerie et son pouvoir est utilisé pour faire plus de petits pains pour tout le monde.

## Fiche technique
- Titre : Le Boulanger de l'empereur
- Titre original : Císařův pekař a pekařův císař
- Réalisation : Martin Frič
- Scénario : Jan Werich et Jiří Brdečka
- Production : Jan Stallich
- Musique : Julius Kalaš
- Société de production : Československý státní film
- Pays d'origine : Tchécoslovaquie
- Langue originale : tchèque
- Distribué par : Rozdělovna filmů Československého státního filmu
- Genre : Comédie / Fantastique
- Durées : 2h30
- Dates de sortie : 4 janvier 1952

## Distribution
- Jan Werich : l’empereur Rodolphe II / Baker Matěj Kotrba
- Marie Vášová : la comtesse Catherina Strada
- Nataša Gollová : Kateřina alias Sirael
- Bohuš Záhorský : le chambellan Filip Lang
- Jiří Plachý : Edward Kelley
- Zdeněk Štěpánek : Marshall Bernard Russworm
- František Filipovský : l’astrologue de la cour
- František Černý : l’alchimiste Jeroným Alessandro Scotta
- Václav Trégl : le serviteur personnel de l’empereur
- Vladimír Leraus : le délégué hongrois
- Miloš Nedbal : le médecin de la cour
- Bohuš Hradil : Tycho Brahe
- František Holar : le commandant de la Garde

## Production
Jan Werich et Jiří Voskovec tentent une adaptation cinématographique basée sur leur pièce de théâtre Golem dans les années 1930. Ce film est finalement devenu Le Golem, réalisé par Julien Duvivier, qui a considérablement réécrit le scénario et l’a transformé en un film d’horreur.
Werich revient sur ce thème dans les années 1950 et co-écrit un scénario avec Jiří Brdečka. Le film est réalisé à l’origine par Jiří Krejčík mais après des différends avec Werich, Krejčík est remplacé par Martin Frič. Tout le film est tourné dans les Studios Barrandov. Ce troisième long métrage en couleur tchécoslovaque (après Warriors of Faith et Temno) est tourné sur du matériel Eastmancolor et Agfacolor. Les costumes sont confectionnés sur des dessins de Jiří Trnka. Le budget du film est de 7 220 000 couronnes tchèques.

## Versions
Différentes versions du film variant sur la durée existent et ont été projetées. Lors de la première le 4 janvier 1952, le film est montré en deux parties, d’une durée de 155 minutes. Pour la version internationale, le film est diffusé en une seule partie de 112 minutes dans de nombreux pays, dont l’Italie, l’Allemagne de l’Ouest, l’Allemagne de l’Est, la Suède, les États-Unis, le Royaume-Uni, la Finlande, la France, la Belgique et l’Argentine.